# Oekraïens tegenoffensief 2023
Op 8 juni 2023 lanceerde Oekraïne een langverwacht tegenoffensief tegen de Russische strijdkrachten op Oekraïens grondgebied, tijdens de Russische invasie van Oekraïne. Deze tegenaanval vond plaats aan verschillende fronten in onder andere de oblasten Donetsk en Zaporizja.

## Achtergrond
Na de Oekraïense tegenoffensieven in de regio's Cherson en Charkov eind 2022, stagneerden de gevechten aan de frontlinie grotendeels. In de eerste helft van 2023 werd er voornamelijk gevochten rond de stad Bachmoet. Ondertussen bouwde Rusland aan een verdedigingslinie van 800 kilometer ter voorbereiding op een Oekraïens tegenoffensief.

## Aanloop
In de dagen voor het Oekraïense tegenoffensief waren de Oekraïense strijdkrachten bezig met "vormingsoperaties" om de Russische verdediging te testen in de door Rusland bezette gebieden van Oekraïne. Op 3 juni 2023 zei de president van Oekraïne, Volodymyr Zelensky, dat Oekraïne klaar was om een tegenoffensief te lanceren. De volgende dag kondigden Oekraïense functionarissen een "operationeel stilzwijgen" aan om de militaire operaties niet in gevaar te brengen. Op 6 juni werd de Kachovkadam in de Dnjepr verwoest. Hierdoor kwamen grote gebieden stroomafwaarts onder water te staan en werd de watertoevoer naar de Krim verminderd. Russische strijdkrachten beschoten Cherson, waar reddingswerkers bewoners evacueerden die door de overstromingen werden bedreigd.

### Voorbereidende operaties
Op 5 juni werd door Russische militaire bloggers gemeld dat Oekraïne het tegenoffensief in Oost-Oekraïne had versneld, geconcentreerd tussen Voehledar en Velyka Novosilka in het zuiden van de oblast Donetsk. De Oekraïense vice-minister van Defensie Hanna Maliar zei dat de Oekraïense strijdkrachten tot 2 kilometer winst hadden geboekt rond Bachmoet. Hoewel Oekraïense functionarissen grotendeels zwegen over de kwestie, werd gespeculeerd dat deze acties het begin waren van het langverwachte tegenoffensief. Een door Rusland aangestelde functionaris in de bezette oblast Zaporizja zei dat de Oekraïners van plan waren door de Russische linies heen te breken tot de Zee van Azov.
Sinds 3 juni was de Oekraïense 37e Marine Brigade bezig met een langzaam maar consistent offensief rond de frontlinie in de oblast Donetsk. Zonder gepantserde steun lukte het de mariniers het Vostok-bataljon van volksrepubliek Donetsk terug te dringen, voornamelijk door het gebruik van artillerie, en pantserinfanterievoertuigen die de mariniers snel naar het front konden krijgen en zich vervolgens ver genoeg terug wisten te trekken zodat de Russische artillerie hen niet kon raken.

#### Bachmoet
Sinds 4 juni 2023 waren Oekraïense troepen verwikkeld in "lokale" tegenaanvallen in en rond de stad Bachmoet, in de oblast Donetsk, als onderdeel van de grotere slag. Die dag werd gemeld dat Oekraïense troepen een deel van het dorp Berchivka, ten noorden van Bachmoet, hadden heroverd. Oekraïense troepen beweerden verder te zijn opgeschoven rond de flanken van Bachmoet, 200 tot 1.600 meter richting Orichovo-Vasylivka and Paraskoviivka in het noorden, en 100 tot 700 meter nabij Ivanivske en rond Klisjtsjivka in het zuidwesten van de oblast Donetsk. Een Oekraïense militaire functionaris zei dat het front rond de noordelijke en zuidelijke flanken van Bachmoet zo'n 300 meter tot 1 kilometer was opgeschoven.

## Eerste fase tegenoffensief (8 juni-26 juli)
In de eerste fase van het tegenoffensief werd langzaam opgerukt en de verdedigingstactiek van de Russen verkend. Oekraïne hield nog een groot deel van hun manschappen en materieel achter de hand. Zo werden de door het Verenigd Koninkrijk geleverde Challenger 2-tanks nog niet gebruikt en ook de Marder IFV's zagen het slagveld nog niet. Wel debuteerden de Leopard 2-tanks en de pantservoertuigen van het type CV90, M2 Bradley en AMX 10RC voor Oekraïne. En beschikte Oekraïne in juli 2023 voor het eerst over clustermunitie. Verder gebruikt Oekraïne M31 raketten (o.a. afgevuurd door HIMARS) en M270, Storm Shadow-kruisvluchtwapens (gelanceerd vanonder een speciaal daartoe aangepaste Soe-24) M982 Excalibur-precisiemunitie (afgeschoten met diverse westerse zelf rijdende 155mm-houwitsers). Ook beschikt Oekraïne over voormalige Warschaupacttanks waarvan ze een deel al voor de oorlog hadden, een ander deel in het voorgaande jaar hadden buitgemaakt op Rusland en nog een ander deel is geschonken door voormalige Sovjet- en Warschaupactlanden die Oekraïne steunen.
Aan Russische zijde zouden nog 900 tanks actief geweest zijn. Hieronder zijn ook zeer oude tanks als de T-64, T62 en T-55, die na de grote verliezen van het voorgaande jaar tevoorschijn zijn gehaald.
Doordat beide partijen over capabele luchtdoelwapens beschikken worden gevechtsvliegtuigen aan het front maar mondjesmaat ingezet.

### Oostfront (Oblast Donetsk, Charkov en Loehansk)
Op 8 juni rukten Oekraïense troepen op in de richting van Bachmoet, oblast Donetsk, en boekten daarbij terreinwinst en op 9 juni werd nog meer land heroverd. Op 10 juni rukte het Oekraïense leger 1.400 meter op in het Bachmoet front en raakte verwikkeld in zware gevechten in Berchivka en Jahidne. Op 9 juni rukten Oekraïense troepen op langs de westelijke oever van de Severski Donets ten westen van Andrijivka, en dwong de 57e Gemotoriseerde Infanteriebrigade en een "Storm-Z" strafbataljon terug uit hun posities aan de rivier.
Op 8 juni voerden Oekraïense troepen tegenaanvallen uit op de grens tussen de oblasten Donetsk en Zaporizja, en werden er gevechten gemeld in de richting van Velyka Novosilka. Op 9 juni had Oekraïne marginale winsten geboekt in Blahodatne, in de buurt van Velyka Novosilka, en hadden Russische troepen zich teruggetrokken uit posities ten westen van Storozjeve.
Op 10 juni meldden Russische bronnen dat Oekraïne terrein had gewonnen nabij Neskoetsjne, waarna op 11 juni de Russische terugtrekking werd aangekondigd. Later bevestigde ook Oekraïne dat de stad was bevrijd.
Op beelden van een Oekraïense drone was te zien dat Russische troepen zich hadden teruggetrokken uit hun posities bij Storozjeve. Na een week vechten zou Oekraïne het gebied rond Velyka Novosilka hebben herroverd.
Op 12 juni voerden Oekraïense troepen verdere tegenaanvallen uit nabij Klisjtsjivka, in de buurt van Bachmoet, en zowel Russische als Oekraïense bronnen meldden dat Oekraïense troepen terrein wonnen in het gebied. De Tsjetsjeense militieleider Ramzan Kadyrov meldde dat zijn Kadyrovieten Oekraïense troepen tegen het lijf waren gelopen in Makarivka.
Volgens de Oekraïense viceminister van Defensie, Hanna Maliar, rukten Oekraïense troepen 250 meter op nabij het Berchivka-reservoir in Bachmoet en 200 meter aan het Toretsk-front.
Ten noorden en zuiden van Bachmoet veroverden de Oekraïners begin juli terrein, zodat ze de stad mogelijk zouden kunnen omsingelen. Voor de Russen had Bachmoet vooral een grote symbolische waarde, vanwege de vele Russische soldaten die hun leven reeds hadden verloren om de stad te veroveren. De Russen hadden in de omgeving van Bachmoet weinig of geen zware defensieve fortificaties opgebouwd, in de verwachting dat ze in de stad zelf een doorbraak konden forceren. Verder oostwaarts waren er wel Russische fortificaties.

### Kreminna-Svatove lijn
Terwijl Russische troepen tijdens het Oekraïense tegenoffensief langs het overgrote deel van de frontlinie defensieve posities innamen, was de Kreminna-Svatove-lijn een van de weinige plaatsen waar ze bleven aanvallen. Hier wist het Russische leger in juli enkele kilometers naar het westen op te rukken richting de Oskil-rivier.
Op 20 juni werd gemeld dat Storm-Z-eenheden zeer uitputtende aanvallen uitvoerden op Oekraïense posities met twee Russische luchtmobiele brigades die achter hen opereerden, waardoor ze zich niet konden terugtrekken of hun aanvallen konden staken. De Oekraïense viceminister van Defensie, Hanna Maliar, meldde op 23 juni dat Oekraïense troepen een Russisch offensief tegen Koepjansk en Lyman tot staan brachten, in wat werd beschreven als "zeer felle veldslagen".

### Zuidelijk front (Oblast Zaporizja en Cherson, West Donetsk)
Op 8 juni lanceerden Oekraïense troepen tegenaanvallen rond de stad Oritsjiv, oblast Zaporizja, waar Russische troepen de verdedigingslinie Mala Tokmatsjka-Polohy hadden aangelegd. De aanvallen concentreerden zich rond de dorpen Robotyne en Verbove aan de frontlinie. Oekraïense troepen braken door de eerste verdedigingslinies, waardoor Russische troepen terugvielen tot de tweede verdedigingslinie. De Russische troepen zouden later een tegenaanval uitvoeren en de oorspronkelijke linie heroveren.
Het Institute for the Study of War (ISW), een onafhankelijke denktank, merkte op dat het Russische zuidelijke militaire district, belast met de verdediging van deze linie, handelde met een "onkarakteristieke mate van coherentie". Russische bronnen boden verschillende verklaringen voor het succes van de aanvankelijke verdediging, zoals effectief gebruik van landmijnen, luchtoverwicht en het gebruik van systemen voor elektronische oorlogsvoering. Amerikaanse functionarissen en het Russische Ministerie van Defensie meldden dat de Oekraïense strijdkrachten tijdens de aanvallen "aanzienlijke verliezen" hadden geleden. Volgens de Amerikaanse functionarissen hadden deze verliezen naar verwachting geen invloed op het tegenoffensief als geheel.
Op 9 juni werden er meer gevechten gemeld in de buurt van Orichov en begonnen Oekraïense troepen aan een opmars maar de stad Tokmak in de oblast Zaporizja met Leopard-tanks en Bradley pantservoertuigen. President Zelensky feliciteerde de Oekraïense strijdkrachten met hun "resultaten" in het oosten van Oekraïne. Er werden Oekraïense troepen gezien in de buurt van Lobkove, en een Russische militaire blogger beweerde dat Oekraïne winst boekte in Robotyne, beide gelegen in de oblast Zaporizja, ten zuiden van Orikhovo.
Op 10 juni boekten Oekraïense troepen meer winst ten zuiden en ten westen van Lobkove, en ten westen van Novopokrovka. Op 11 juni trokken de Russen zich terug en was Lobkove heroverd.
Op 11 juni had het Oekraïense leger het dorp Blahodatne bevrijd. Later diezelfde dag werd in een persbericht ook bevestigd dat het naburige dorp Makarivka was bevrijd door de Oekraïense strijdkrachten. In totaal rukten de Oekraïense troepen tussen de 300 en 1.500 meter op. Het Oekraïense leger beweerde dat Russische troepen een dam in de Mokri Jaly rivier hadden vernietigd om hun opmars te vertragen.
Het ISW oordeelde dat Oekraïense troepen tussen 10 en 11 juni Makarivka, Neskoetsjne, Blahodatne, Storozjeve en Novodarivka hadden bevrijd in het westen van Donetsk, maar herhaalde dat claims van een Oekraïense "doorbraak" voorbarig waren.
Op 12 juni schatte Reuters dat de Oekraïense strijdkrachten zich op 90 kilometer van de Zee van Azov bevonden. Op dezelfde dag boekten Oekraïense troepen nog meer winst ten westen van Novodonetske. Russische troepen voerden naar verluidt ook een tegenaanval uit in het gebied van Vremivka, waar Oekraïense troepen de vorige dag winst hadden geboekt.
Volgens Oekraïense functionarissen rukten Oekraïense troepen, in een dag tijd, tot 1 kilometer op richting Berdjansk.
Eind juni staken Oekraïense troepen bij de stad Cherson de Dnjepr over en wisten een klein bruggenhoofd bij de in 2022 zwaar beschadigde Antonivsky-verkeersbrug te heroveren aan de rand van Olesjky. Verschillende eilanden in de Dnjepr-vallei werden ingenomen. De Konka, de zuidelijkste rivier in de vallei werd nog niet overgestoken.

## Hoofdfase
Eind juli 2023 activeerde Oekraïne duizenden in het westen getrainde militairen die ze in de maanden ervoor nog achter de hand hadden gehouden. Hiermee was volgens twee Pentagon-officials op 26 juli 2023 de hoofdfase van het tegenoffensief ingegaan. Oekraïne poogde hiermee definitief door de verdedigingslinies van de Russen heen naar de Zee van Azov door te stoten nadat ze die linies in de voorgaande maanden al verzwakt hadden. Tijdens deze fase debuteerde onder meer de Challenger 2-tank en het pantservoertuig Stryker voor Oekraïne. In september werden ook de Marder IFV’s ingezet. Ondertussen arriveerden ook Stridvagn 122-tanks (Leopard 2-variant van Zweedse makelij) en de levering van de eerste Amerikaanse Abrams-tanks was op 23 september een feit. De eerste tien Leopard 1A5-tanks die Oekraïne van Duitsland Denemarken en Nederland ontving, werden voorlopig teruggestuurd omdat ze tijdens de trainingsfase in Duitsland flinke slijtage hadden opgelopen en er voor dit type tank nog geen getrainde onderhoudsploegen in Oekraïne waren.
Op 29 juli 2023 werd de Tsjonjarbrug, een strategische spoorverbinding in door Rusland geannexeerd gebied, tussen de Krim en het vasteland, beschadigd door een Oekraïense luchtaanval.
Op 4 augustus meldden diverse kanalen dat Oekraïne op meerdere plaatsen waaronder bij Robotyne door de eerste versterkte verdedigingslinie van de Russen was gestoten. Die dag werd ook het troepenlandingsschip Olenegorsky Gornyak van de Russen door middel van een droneboot zwaar beschadigd nabij Novorossiejsk en ook een tanker in de straat van Kertsj aangevallen.
Op 6 augustus 2023 werden ook de Tsjonjarverkeersbrug en de Henitsjeskbrug beschadigd door een Oekraïense luchtaanval. Het Russische leger werd zo gedwongen om alle bevoorradingslijnen tussen de bezette Krim en de bezette oblast Cherson westwaarts te verleggen, naar de enige wegverbinding die overbleef.
Op 7 augustus staken Oekraïense speciale strijdkrachten de Dnjepr over ter hoogte van Kozatsji Laheri, zo’n twintig kilometer ten oosten van de stad Olesjky waar Oekraïense troepen al enige tijd een bruggenhoofd hadden. Ze braken daarbij door de Russische verdedigingslinies heen. Deze verrassingsaanval kwam op het moment dat de Russen net een troepenverversing in Cherson hadden uitgevoerd. De Russische majoor Tomov werd daarbij krijgsgevangene gemaakt. Hij zou de Russische posities in Cherson hebben verraden waardoor het Oekraïense leger een groot deel met langeafstandsartelerie kon uitschakelen.
Op 10 augustus werd de evacuatie van Koepjansk bevolen omdat de Russen de stad tot minder dan tien kilometer naderden.
Op 12 augustus werd het Russische leger uit een groot deel van Oerozjajne (Donetsk) verdreven. De volgende dag trokken de Russen zich terug uit het dorp en verschoof het front zich richting de noord- en oostrand van Zavitne Bazjanja. Pas op 16 augustus zou Oekraïne de volledige herovering van Oerozjajne definitief claimen.
Behalve bij Robotyne-Verbove waren op andere plekken aan het zuidfront na de initiële Oekraïense aanvallen en veroveringen in juni, juli en augustus 2023 geen grootschalige gevechten. Een van de grootste veroverde gebieden waar de gevechten geluwd waren, was de Russische saillant Vremivka, ten zuiden van Velyka Novosilka, waar het Russisch front gemiddeld 5 tot 9 kilometer was teruggedrongen over ongeveer 30 kilometer.
Er werd op 12 augustus ook een aanval met drones en gemodificeerde S200-raketten op de Krimbrug uitgevoerd, waarvan de gevolgen nog niet duidelijk zijn. Ook meerdere bruggen tussen Cherson en de Krim werden aangevallen in een Oekraïense poging de Russische bevoorrading van Cherson via de Krim te bemoeilijken.
Oekraïne bleef in de eerste helft van augustus ook vordering op de door Rusland zwaar verdedigde as Robotyne-Verbove melden; hoewel beide dorpen nog niet werden heroverd was er daar wel een verbreding van het front zichtbaar. Op 22 augustus werd de bevrijding van Robotyne door de Oekraïense strijdkrachten gemeld. Achtergebleven inwoners werden daarop vrijwel onmiddellijk geëvacueerd. Door de verovering van Robotyne kwam de strategisch gelegen stad Tokmak binnen bereik van de Oekraïense standaard artillerie te liggen.
De voortgang van het Oekraïense leger verliep trager dan verwacht door de vele mijnenvelden, goed voorbereide loopgraven en de grote hoeveelheid artillerie die Rusland in stelling had gebracht.
Op 24 augustus werd een landing op de Krim door tien Oekraïense speciale strijdkrachten rond Kaap Tarchankoet, de westelijkste punt van het schiereiland, gemeld. De kort durende operatie, die in de vroege ochtend van de Oekraïense onafhankelijkheidsdag plaatsvond, zou zijn gericht op het uitschakelen van radarstations. Een dag eerder had Oekraïne daar een S-400-luchtverdedigingssysteem vernietigd met behulp van een nieuw type raket van Oekraïense makelij.
Op 1 september meldde het Oekraïense ministerie van Defensie dat de Oekraïense strijdkrachten, in Zaporizja ten zuiden van Robotyne, door de sterkste van drie Russische verdedigingslinies waren gebroken. De Soerovikin-linie was vernoemd naar de Russische generaal Sergej Soerovikin, die afgelopen winter verantwoordelijk was voor de aanleg van de sterke Russische verdedigingslinies.
Ook de strijd tegen de Zwarte Zeevloot ging door. Eind augustus heroverde Oekraïne twee strategisch gelegen booreilanden in de Zwarte Zee. Deze actie was mede mogelijk door de operatie van 24 augustus op de Krim waarbij radarsystemen werden vernietigd. Op 13 september werd een droogdok met daarin een onderzeeër en een troepenlandingsschip in de marinehaven van Sebastopol op de Krim door Oekraïense raketten geraakt en zwaar beschadigd. Op 14 of 15 september raakte het Russische fregat Samum voor de kust van Sebastopol zeer zwaar beschadigd toen het werd aangevallen met Oekraïense dronebootjes. Op 18 september meldde de Oekraïense militaire inlichtingendienst dat het Russische patrouillevaartuig Sergei Kotov bij een aanval zwaar beschadigd was geraakt. Bij een aanval met twee Storm Shadow- of SCALP EG kruisvluchtwapens op het hoofdkwartier van de Zwarte Zeevloot werden op 22 september hoge officieren verwond en gedood. Op 25 september claimde de Oekraïense inlichtingendienst dat admiraal Viktor Sokolov, commandant van de Zwarte Zeevloot, onder de daarbij gedode 34 officieren was.
Op 8 september werden de Russen gedwongen hun inspanningen te concentreren ten noorden van Avdijivka en voerden de Oekraïense strijdkrachten een gecoördineerde aanvalsoperatie uit bij Opytne. Ze kwamen het dorp binnen vanuit het noorden en de Russische troepen werden gedwongen zich enkele kilometers zuidwaarts terug te trekken richting Donetsk International Airport. Het dorp had sinds 2014 onder Russische controle gestaan en er zouden nog maar vijf tot zes mensen wonen. Op 14 september werd de bevrijding van Andrijivka, tien kilometer ten zuiden van Bachmoet, gemeld. Een dag later zou ook het nabijgelegen Klisjtsjivka na maandenlange gevechten volledig terug in Oekraïense handen zijn gevallen. Op 23 september meldde Oekraïne dat ze bij Verbove door de Russische linies waren gebroken. Terwijl Oekraïne begin oktober mondjesmaat gebied bleef winnen ten noorden van Tokmak, lanceerde Rusland rond 10 oktober een offensief bij Avdijivka waarbij Rusland zijn grootste verliezen sinds de slag om Bachmoet in februari 2023 leed. Na een week leek het Russische Avdijivkaoffensief te zijn mislukt. Er werd geen meter terrein gewonnen en het aantal Russische aanvalsgolven per dag was flink teruggeschroefd.
Op 17 oktober werden, onder de naam Operatie Dragonfly, succesvolle raketaanvallen op vliegvelden bij Loehansk en Berdjansk uitgevoerd waarbij onder meer 25 Russische helikopters en luchtverdediging werden uitgeschakeld (waarvan er zeker negen total loss waren). Na de aanvallen trof men enkele stuks onontplofte M74-submunitie aan, wat wees op (voor zover bekend) het eerste gebruik van ATACMS-raketten door Oekraïne. In de dagen daarop bevestigden het Pentagon en de Oekraïense regering dat het om ATACMS-block I-raketten ging.
Volgens analisten van het ISW boekten Oekraïense troepen in de week van 14 augustus 2023 vooruitgang in de herovering van grondgebied rondom Bachmoet. Sinds het begin van het tegenoffensief had Oekraïne rondom Bachmoet ongeveer 40 km² heroverd. Ook in de oblasten Charkiv en Donetsk, vonden rondom Koepjansk en Lyman, zware gevechten plaats. Ten zuiden van Bachmoet werden dorpen Kdisjtsjivka en Andrijivka veroverd. Vlak ten oosten van deze plaatsen is er spoorlijn op een hoog talud, dat een lastige barrière was voor de Oekraïense strijdkrachten. Bij Russische tegenaanvallen kwamen de Oekraïense troepen die de spoorlijn overgestoken hadden knel te zitten. Desondanks was het de Oekraïners gelukt om een bruggenhoofd te vestigen aan de andere kant van de spoorlijn en verder oostwaarts op te rukken.
Op 18 oktober staken Oekraïense mariniers de Dnjepr over in de buurt van Prydniprotske en vestigen er een bruggenhoofd. De mariniers staken eerder al regelmatig de Dnjepr over om overvallen uit te voeren en de Russen onder druk te zetten. Op deze plaats waren er bruggenhoofden van de vernielde spoorbrug over de rivier. De Russische legerleiding had veel van de betere troepen teruggetrokken van de linkeroever om elders aan het front in te zetten. De volgende dag werd ook een aantal kilometer verderop bij Krynky een bruggenhoofd geslagen waarbij een deel van die nederzetting door de Oekraïners werd heroverd. Op 29 oktober werd de bevrijding van Krynky gemeld. In de loop van november werd het bruggenhoofd verder uitgebreid en werden er onder de dekking van mist pantserwagens de rivier overgezet. Oekraïense troepen hadden er eerder al op de Russen buitgemaakte voertuigen in gebruik genomen.